# Macromidia ellenae
Macromidia ellenae là loài chuồn chuồn trong họ Synthemistidae. Loài này được Wilson miêu tả khoa học đầu tiên năm 1996.